# Jesper Arts
Jesper Arts (Helmond, 2 april 1992) is een Nederlandse atleet, die voornamelijk actief is op de 400 meter horden. Zijn persoonlijk record op die afstand is 50,23 s, gelopen op 30 juni 2013 in Chambéry, Frankrijk.

## Loopbaan

### Successen als junior
Arts liet al op jeugdige leeftijd zien tot de nationale atletiektop van zijn generatie te behoren. Hij was nog pas vijftien jaar oud, toen hij zijn eerste jeugdtitel veroverde. Dat presteerde hij op de 400 m indoor, een onderdeel dat hij goed bleek te beheersen, want in de jaren die volgden voegde hij er nog twee indoortitels aan toe. Bovendien werd hij outdoor ook drie keer Nederlands jeugdkampioen op zijn favoriete onderdeel, de 400 m horden, zodat Arts in zijn juniorentijd in totaal zes nationale titels veroverde.

### Eerst seniorentitels
Tijdens de Nederlandse indoorkampioenschappen van 2013 toonde Jesper Arts vervolgens aan, ook bij de senioren op de 400 m tot de besten te behoren. In het Apeldoornse Omnisportcentrum behaalde hij op 17 februari 2013 zijn eerste titel in deze categorie.
Op 20 juli 2013 werd hij voor het eerst Nederlands kampioen op de 400 m horden bij de senioren. Dat deed hij nadat hij in 2012 en in 2011 al zilver respectievelijk brons had behaald. Tijdens de Nederlandse outdoorkampioenschappen versloeg hij in een rechtstreeks duel zevenvoudig nationaal kampioen Thomas Kortbeek. In het Olympisch stadion van Amsterdam was de winnende tijd van Arts 51,01.

### Deelname aan internationale toernooien
Arts nam in 2009 voor het eerst deel aan een internationaal toernooi. In juli van dat jaar maakte hij deel uit van de Nederlandse delegatie naar het European Youth Olympic festival (EYOD) in het Finse Tampere, waar hij deelnam aan de 400 m horden. Daar bereikte hij direct de finale en veroverde een vijfde plaats. 
Twee jaar later, in 2011, was hij er op de Europese kampioenschappen voor junioren (EJK) in Tallinn opnieuw bij. Daar viel zijn 400 m horden-prestatie wat tegen. Van start gegaan in de ongunstige laan acht en met de wind straf tegen, kwam hij tussen de laatste horden niet meer uit met zijn passen en finishte hij als zesde in 53,04. Op de 4 x 400 m estafette revancheerde hij zich evenwel, door samen met Jürgen Wielart, Cliff Ellsworth en Sander Pupella in de finale als zevende te finishen, nadat het Nederlandse viertal een dag eerder in de series (met Bram Peters in plaats van Ellsworth) een tijd van 3.11,22 had gerealiseerd, een nationaal jeugdrecord.
Op 22 juni 2013 maakte Arts zijn debuut in het Nederlandse Atletiekteam. Tijdens de Europacup (First League) voor landenteams in Dublin wist hij met de Nederlandse afvaardiging voor het eerst in de geschiedenis promotie af te dwingen naar de Super League. De wedstrijd werd gehouden onder slechte weersomstandigheden. Op de 400 m horden werd Arts zevende in 52,04 en veroverde hiermee zes punten binnen voor het team. Hij was de derde loper van het mannen estafetteteam 4 x 400 m dat op dit slotonderdeel, het 40e nummer, twee plaatsen voor Roemenië moest finishen om de voor promotie noodzakelijke derde plaats in de wedstrijd over te nemen. Dit lukte. De tijd van 3.10,46 was goed voor tien punten en promotie was een feit.
In juli 2013 deed Arts mee aan de Europese kampioenschappen voor neosenioren, atleten jonger dan 23 jaar. Hiervoor keerde hij terug naar Tampere, waar hij vier jaar eerder actief was geweest op het EYOD. Hij kwam ook nu uit op de 400 m horden. Vanuit de series plaatste hij zich met een elfde tijd (50,93) voor de halve finales. Hierin liep hij vanuit baan 1 naar 50,95. Dit was wederom de elfde tijd, onvoldoende voor het bereiken van de finale. Met het 4 x 400 m estafetteteam plaatste hij zich wel voor de finale en werd daarin zevende met een tijd van 3.07,47. In de serie kwam het team in een andere samenstelling tot 3.07,27.
Op 21 juni 2014 kwam Arts voor het tweede opeenvolgende jaar uit voor het Nederlands Atletiekteam. Tijdens de Europacup (Super League) voor landenteams in Braunschweig liep hij op de 400 m horden een tijd van 51,58, goed voor een achtste plaats. Het Nederlands team, dat een jaar eerder promoveerde, degradeerde.
Een jaar later maakte Arts opnieuw deel uit van het Nederlands Atletiekteam. Tijdens de Europacup (First League) voor landenteams in Iraklion liep hij op de 400 m horden een tijd van 51,68, goed voor een tiende plaats. Het Nederlands team, dat een jaar eerder degradeerde, promoveerde. Kort daarvoor was Arts als lid van de Nederlandse selectie op de 4 x 400 m naar Nassau gereisd, de hoofdstad van de Bahama's, voor de IAAF World Relays, welke op 2 en 3 mei 2015 werden gehouden. Een finaleplaats zou kwalificatie voor de Olympische Spelen van 2016 in Rio de Janeiro hebben betekend. Ondanks een goede voorbereiding behoorde Arts tijdens de series niet tot de vier geselecteerde lopers. In hun serie blesseerde een van de lopers zich, waardoor het Nederlands team niet finishte.
In juli 2015 nam Arts deel aan de universiade in Gwangju, Zuid-Korea. Hij kwam uit op de 400 m horden. Vanuit de series plaatste hij zich met een tiende tijd (51,39) voor de halve finales, waarin hij tot 52,37 kwam. Dit was de twintigste tijd, onvoldoende voor het bereiken van de finale. Winnaar werd de Ier Thomas Barr (48,78). 

In augustus 2017 nam Arts voor een tweede keer deel aan de universiade. Dit jaar vond deze plaats in Taipei, Taiwan. Hij kwam wederom uit op de 400 m horden. Vanuit de series plaatste hij zich met een vijftiende tijd (50,99) voor de halve finales. Aanvankelijk werd hij gediskwalificeerd omdat hij horde vijf onreglementair genomen zou hebben maar na protest en bestudering van de beelden werd de DQ ongedaan gemaakt. In de halve finales kwam hij tot 52,94. Dit was de vierentwintigste tijd, onvoldoende voor het bereiken van de finale. Winnaar werd de Dominicaan Aquino Santos (48,65).
Twee keer werd een Nederlander op een universiade winnaar van de 400 m horden. Op 12 september 1979 won Harry Schulting in Mexico-stad met een tijd van 48,44, sindsdien het Nederlands record. Op 28 augustus 2003 won Thomas Kortbeek, de huidige trainer van Jesper Arts, in het Zuid-Koreaanse Daegu met een tijd van 48,95, de tweede tijd op de Nederlandse beste prestaties aller tijden ranglijst.

### Primeur
Op 26 januari 2013 schreef Jesper Arts historie door als eerste Nederlander ooit een 400 m horden indoor te lopen. Hij deed dat in het "Stadium de Bordeaux-Lac" in Bordeaux, Frankrijk tijdens de "Meeting international d'athlétisme en salle". In de wedstrijd werd hij tweede in 51,62 achter Mickaël François (51,28), maar vóór tweevoudig olympisch kampioen Félix Sánchez (51,62), die in een andere serie liep.

## Nederlandse kampioenschappen
Outdoor
| Onderdeel    | Jaar                   |
| ------------ | ---------------------- |
| 400 m horden | 2013, 2015, 2016, 2017 |

Indoor
| Onderdeel | Jaar |
| --------- | ---- |
| 400 m     | 2013 |

## Persoonlijke records
Outdoor
| Onderdeel    | Prestatie | Datum         | Plaats   |
| ------------ | --------- | ------------- | -------- |
| 400 m        | 48,23     | 18 april 2015 | Clermont |
| 400 m horden | 50,23     | 30 juni 2013  | Chambéry |

Indoor
| Onderdeel    | Prestatie | Datum            | Plaats    |
| ------------ | --------- | ---------------- | --------- |
| 400 m        | 46,91     | 23 februari 2014 | Apeldoorn |
| 400 m horden | 50,88     | 26 januari 2014  | Bordeaux  |

## Palmares

### 400 m
- 2010: 7e NK indoor - 49,91 s
- 2013:  NK indoor - 47,38 s
- 2014:  NK indoor - 46,91 s
- 2015: 4e NK indoor - 47,57 s
- 2016: 4e NK indoor - 48,06 s
- 2018:  NK indoor - 47,93 s

### 400 m horden
- 2009: 5e NK - 55,54 s
- 2009: 5e EYOF te Tampere - 53,26 s
- 2010: 5e NK - 52,67 s
- 2011:  NK - 52,34 s
- 2011: 6e in serie EK U20 te Tallinn - 53,04 s
- 2011: 7e Weltklasse Zürich (U23)
- 2012:  NK - 51,29 s
- 2012: 6e Weltklasse Zürich (U23)
- 2013: 7e in ½ fin. EK U23 te Tampere - 50,95 s (in serie 50,93 s)
- 2013:  NK - 51,01 s
- 2013: 5e Weltklasse Zürich (U23)
- 2014: 7e FBK Games - 51,15 s
- 2015: 7e in ½ fin. Universiade te Gwangju - 52,37 s (in serie 51,39 s)
- 2015:  NK - 51,48 s
- 2016:  Gouden Spike - 51,62 s
- 2016:  NK - 51,18 s
- 2017:  NK - 51,33 s
- 2017: 8e in ½ fin. Universiade te Taipei - 52,94 s (in serie 50,99 s)
- 2018:  NK - 51,57 s

### 800 m
- 2012: 7e NK indoor - 1.53,28

### 4 x 400 m
- 2011: 7e EJK - 3.12,09 (NJR)
- 2013: 7e EK U23 - 3.07,47 (in serie 3.07,27)